# Trabiju
Trabiju là một đô thị ở bang São Paulo của Brasil. Đô thị này nằm ở vĩ độ 22º02'30" độ vĩ nam và kinh độ 48º20'08" độ vĩ tây, trên khu vực có độ cao 548 m. Dân số năm 2004 ước tính là 1.445 người. Đô thị Trabiju được lập ngày 27 tháng 12 năm 1995.
Đô thị này có diện tích 86,166 km², mật độ dân số 16,8 người (năm 2004).